# Corts de Barcelona-Lleida
Les Corts de Barcelona-Lleida, celebrades entre 1364 i 1365 enmig de la guerra amb Castella són convocades per Elionor de Sicília, esposa de Pere el Cerimoniós en absència d'aquest, reunint-se a Barcelona el 2 d'abril de 1364. Abans d'un mes ja es va fer un donatiu equivalent als fogatges de mig any, i en juliol de 1364, un donatiu de 120.000 lliures. La cort decidí renovar els diputats per a l'administració d'aquest donatiu, si bé l'elecció no es produí fins a les Corts de Tortosa (1365). Es convocaren novament corts a Lleida el 4 de novembre de 1364 i altre cop a Barcelona el 16 de desembre.